# Siamaggiore
Siamaggiore (sardisk: Siamaiore, Siamajòri) er en by og en kommune (comune) i provinsen Oristano i regionen Sardinien i Italien. Byen ligger i 8 meters højde og har 927 indbyggere (2016). Kommunen har et areal på 13,17 km² og grænser til kommunerne Oristano, Solarussa, Tramatza og Zeddiani.